# Brit Awards 1998
18 ceremonia rozdania BRIT Awards, prestiżowych nagród wręczanych przez Brytyjski Przemysł Fonograficzny odbyła się 19 lutego 1998 roku. Wydarzenie to miało miejsce w London Arena w Londynie w Wielkiej Brytanii.

## Nominacje i zwycięzcy
| Brytyjski album roku | Utwór roku |
| --- | --- |
| - The Verve – Urban Hymns - Oasis – Be Here Now - The Prodigy – Fat of the Land - Radiohead – OK Computer - Texas – White on Blonde | - All Saints – "Never Ever" - Blur – "Song 2" - Chumbawamba – "Tubthumping" - Eternal featuring BeBe Winans – "I Wanna Be the Only One" - Elton John – "Something About the Way/Candle in the Wind '97" - Olive – "You're Not Alone" - Radiohead – "Paranoid Android" - Texas – "Say What You Want" - The Verve – "Bitter Sweet Symphony" - Robbie Williams – "Old Before I Die" |
| Najlepszy brytyjski artysta | Najlepsza brytyjska artystka |
| - Finley Quaye - Gary Barlow - Elton John - Paul Weller - Robbie Williams                                                           | - Shola Ama - Michelle Gayle - Louise - Beth Orton - Lisa Stansfield |
| Najlepsza brytyjska grupa | Najlepszy nowy wykonawca |
| - The Verve - Oasis - The Prodigy - Radiohead - Texas                                                                               | - Stereophonics - All Saints - Shola Ama - Embrace - Olive - Beth Orton - Finley Quaye - Conner Reeves - Roni Size & Reprazent - Travis |
| Najlepszy artysta międzynarodowy | Najlepsza artystka międzynarodowa |
| - Jon Bon Jovi - Coolio - LL Cool J - DJ Shadow - Sash!                                                                             | - Björk - Erykah Badu - Meredith Brooks - Celine Dion - Janet Jackson |
| Najlepszy zespół międzynarodowy | Najlepszy nowy wykonawca międzynarodowy |
| - U2 - Daft Punk - Eels - Hanson - No Doubt                                                                                         | - Eels - Erykah Badu - Daft Punk - Hanson - No Doubt |